# Nordamerikansk flodutter
Nordamerikansk flodutter (Lontra canadensis) är en däggdjursart som först beskrevs av Johann Christian Daniel von Schreber 1777.  Lontra canadensis ingår i släktet Lontra, och familjen mårddjur.

## Utseende
Denna utter når en absolut längd mellan 0,9 och 1,5 meter. I måttet ingår den 30 till 47cm långa svansen. Vikten ligger mellan 5 och 14 kg. Kroppen är som hos alla uttrar långsträckt med korta extremiteter. Mellan fötternas tår finns simhud och alla tår är utrustade med kraftiga klor. Djuret har långa morrhår som ger bra känsel i vattnet. Pälsen består av tät underull och långa täckhår. Dessa har på ovansidan en brun till svart färg. Buken är gråbrun till silverfärgade.

## Utbredning och habitat
Artens utbredningsområde sträcker sig över nästan hela Kanada, med undantag av den arktiska tundran. Den förekommer dessutom i centrala och södra Alaska samt i nordvästra och östliga delar av övriga USA. Nordamerikansk flodutter vistas i vattendrag, i insjöar, i träskmarker och även i marskland vid kusten. Den simmar ibland lite ut i havet.

## Ekologi
Denna utter letar vanligen mellan skymningen och gryningen efter föda. Under vintern kan den vara mera aktiv på dagtid. Nordamerikansk flodutter vilar i boet som anläggs i tunnlar vid strandkanten. Arten använder även håligheter i träd, platsen bakom större stenar, täta vegetationsansamlingar samt övergivna bon av bäver eller bisam som gömställe. Individerna kan leva ensamma eller i mindre grupper. Varje individ eller grupp har ett revir men reviren överlappar varandra och de försvaras inte mot artfränder. Trots allt sker markering av revirets gränser med urin, avföring och körtelvätska.
Nordamerikansk flodutter äter främst fiskar som kompletteras med groddjur och skaldjur. I sällsynta fall ingår fåglar, kräldjur, blötdjur och små däggdjur i födan.
Efter parningen som sker under senare vintern eller tidiga våren är honan under 60 till 63 dagar dräktig. Ibland vilar ägget en tid efter befruktningen och därför föds ungarna mellan februari och april. Per kull föds vanligen en till tre ungar och sällan upp till fem ungar. Efter tre till fyra månader slutar modern med digivning. Sedan stannar ungarna upp till tio månader i moderns närhet. Livslängden i naturen uppgår till 13 år och vissa individer i fångenskap blev med människans vård 25 år gamla.

## Hot och status
Nordamerikansk flodutter har olika naturliga fiender beroende på var den vistas. I vattnet är det större krokodildjur och späckhuggare. På land jagas arten av rödlo, puma och olika hunddjur.
Denna utter hotas av nya vattenbyggnader och av vattnets förorening. Arten fångas för pälsens skull och i begränsade områden blev Nordamerikansk flodutter därför sällsynt. Hela beståndet anses vara stabilt och IUCN listar arten som livskraftig (LC).

## Underarter
Arten delas in i följande underarter:
- L. c. canadensis
- L. c. kodiacensis
- L. c. lataxina
- L. c. mira
- L. c. pacifica
- L. c. periclyzomae
- L. c. sonora